# エドワード・グレグソン
エドワード・グレグソン（Edward Gregson、1945年7月23日 - ）は、英国サンダーランド生まれの作曲家。
作曲の領域としては、管弦楽曲、吹奏楽、英国式ブラスバンド、金管アンサンブル、合唱曲、管楽器などの楽曲が広く知られる。

## 人物・来歴
1945年、イングランドのサンダーランド生まれ。救世軍の教会で音楽と出会い、1963年から1967年にかけて、王立音楽アカデミーで作曲とピアノを学ぶ。作曲をアラン・ブッシュに師事。その後、ロンドン大学ゴールドスミス・カレッジの音楽学部教授や、マンチェスター大学名誉教授として教鞭を取り、1996年から2008年には、王立北部音楽大学の学長を務めた。
BBCフィルハーモニックやロイヤル・リヴァプール・フィルハーモニー管弦楽団、ボーンマス交響楽団やハレ管弦楽団などから委嘱を受けており、またアイヴァー・ノヴェロ賞と英国作曲家賞へのノミネート経験を持つ。

## 作風
1920〜1930年代に活躍した、ウィリアム・ウォルトンやレイフ・ヴォーン・ウィリアムズの作風に影響を受けている。複雑なリズムやテクスチュアの一方で、抒情的な表現やメロディーに貫かれた比較的親しみやすい作風で、現代的な枠組みの中でソナタ形式、変奏曲、フーガなどの古典的な形式を用いることも多い。

## 主要作品

### 管弦楽
- 室内オーケストラのための音楽 (Music for Chamber Orchestra) - 1968年
- ホルン協奏曲 (Horn Concerto) - 1971年
- チューバ協奏曲 (Tuba Concerto) - 1976年
- トロンボーン協奏曲 (Trombone Concerto) - 1979年
- メタモルフォージス (Metamorphoses) - 1979年
- 管弦楽のための協奏曲 (Contrasts - Concerto for Orchestra) - 1983年
- トランペット協奏曲 (Trumpet Concerto) - 1983年
- クラリネット協奏曲 (Clarinet Concerto) - 1994年
- ヴァイオリン協奏曲 (Violin Concerto) - 1999年
- サクソフォン協奏曲 (Saxophone Concerto) - 2006年
- チェロ協奏曲 (Cello Concerto) - 2007年
- ドリーム・ソング (Dream Song) - 2010年

### 室内楽曲、器楽曲
- 一楽章のソナタ (Piano Sonata in one movement) - 1983年
- トリビューツ (Tributes) - 2010年
- 弦楽四重奏曲 (String Quartet) - 2014年

### 吹奏楽
- フェスティーヴォ (Festivo) - 1985年
- 剣と王冠 (The Sword and the Crown) - 1991年
- 王たちは出陣する（王は受け継がれゆく）(The Kings Go Forth) - 1996年

### 英国式ブラスバンド
- ヴォイス・オブ・ユース (Voice of Youth) - 1968年
- パルティータ (Partita) - 1971年
- プランタネジット朝 (The Plantagenets) - 1973年
- コノテーションズ (Connotations) - 1976年
- ダンスとアリア (Danes and Arias) - 1984年
- 王侯たちの時代 (An Age of Kings) - 2004年

1991年の吹奏楽曲『剣と王冠』を改作したもの。
- ロココ・ヴァリエーションズ (Rococo Variations) - 2008年
- 遠い日の思い出に (In Distant Memories) - 2012年
- 二楽章のシンフォニー (Symphony in Two Movements) - 2012年

### 金管アンサンブル
- スリーダンスエピソード (The Three Dance Episodes) - 1974年
- 金管五重奏曲 (Quintet for Brass) - 1967年
- イクォール・ダンス (Equale Dances) - 1983年